# Мария-Клементина Австрийска (1798 – 1881)
Мария-Клементина Австрийска (на немски: Maria Klementine Franziska Josepha von Österreich; * 1 март 1798, Виена, Хабсбургска монархия; † 3 септември 1881, дворец Шантили, Франция) от фамилията Хабсбург-Лотаринги, е ерцхерцогиня на Австрия и чрез женитба принцеса на Бурбон-Сицилия и княгиня на Салерно.

## Произход
Тя е петата дъщеря на император Франц II (1768 – 1835) и втората му съпруга – принцеса Мария-Тереза Бурбон-Неаполитанска (1772 – 1807), дъщеря на крал Фердинанд I от Двете Сицилии и съпругата му ерцхерцогиня Мария-Каролина Австрийска. По баща е внучка на император Леополд II и инфанта Мария-Лудовика Бурбон-Испанска. Сестра ѝ Мария-Луиза е омъжена през 1810 г. за Наполеон I.

## Биография
На 28 юли 1816 в. в Шьонбрун, Виена, чрез посредничеството на граф Метерних Мария Клементина се омъжва за вуйчо си Леополд Неаполитански (1790 – 1851), принца на Салерно, син на крал Фердинанд I на Двете Сицилии и ерцхерцогиня Мария-Каролина Австрийска. Леополд изневерява на Мария Клементина. Те имат четири деца, от които само една дъщеря достига зрялост:
- Мария Каролина (1822 – 1869), омъжена през 1844 г. за втория си братовчед принц Анри Орлеански, херцог на Омал (1822 – 1897), шести син на френския крал Луи-Филип.

След смъртта на нейния съпруг през 1851 г. тя е приета в двореца на нейния зет във Франция, където остава и след смъртта на дъщеря ѝ Мария Каролина († 1869).
Принцеса Мария Клементина умира на 3 септември 1881 г. в замъка Шантийи след боледуване от пневмония и е погребана в гробната капела на фамилията Орлеан, в манастира „Санта-Кяра“ в Дрьо.
- Ерцхерцогиня Мария Клементина
- Мария Клементина, принцеса на Салерно